# Moa Candil
Moa Candil, född den 18 oktober 1983, är journalist och författare av lättlästa faktaböcker. Hon debuterade med "Det är vi som bestämmer! Så funkar demokrati" år 2021 och har sedan dess skrivit ett flertal böcker. 
Som journalist har hon skrivit reportage och krönikor för Nöjesguiden, 8 Sidor, Svenska Dagbladet, Arbetaren med flera.